# HD 170657
HD 170657 är en ensam stjärna belägen i den norra delen av stjärnbilden Skytten. Den har en högsta skenbar magnitud av ca 6,81 och kräver åtminstone en handkikare för att kunna observeras. Baserat på parallax enligt Gaia Data Release 2 på ca 76,0 mas, beräknas den befinna sig på ett avstånd på ca 43 ljusår (ca 13,2 parsek) från solen. Den rör sig närmare solen med en heliocentrisk radialhastighet på ca –43 km/s och beräknas ligga inom ett avstånd av 14 ljusår från solen om ca 266 200 år.

## Egenskaper
HD 170657 är en solliknande orange till gul stjärna i huvudserien av spektralklass K2 V. Den har en massa som är ca 0,8 solmassor, en radie som är ca 0,75 solradier och har ca 0,34 gånger solens utstrålning av energi från dess fotosfär vid en effektiv temperatur av ca 5 100 K.
HD 170657 är en misstänkt variabel stjärna med en skenbar magnitud som varierar från 6,82 ner till 6,88 utan någon fastställd period.